# Готтард Франц
Готтард Франц (нім. Gotthard Frantz; 5 травня 1888, Берлін — 21 січня 1973, Бад-Гомбург) — німецький офіцер, генерал-лейтенант люфтваффе (1 квітня 1943). Кавалер Лицарського хреста Залізного хреста.

## Біографія
4 березня 1907 року вступив в 54-й польовий артилерійський полк. Закінчив військове училище в Глогау (1908), Технічний університет в Шпандау (1912) і військовий інститут верхової їзди в Ганновері (1914). Учасник Першої світової війни, ад'ютант дивізіону, в 1915-17 роках — командир батареї 111-го польового артилерійського полку. 3 серпня 1921 року звільнений у відставку.
1 жовтня 1933 року повернувся на службу офіцером запасу, з 1 квітня 1936 року — начальник військово-окружного командування в Ландсбергу-на-Варте. 1 грудня 1936 року перейшов в люфтваффе і 1 листопада 1937 року зарахований на дійсну службу. З 23 лютого 1937 року — командир батареї 2-го зенітного полку, з 1 квітня 1937 року — зенітного навчального полку. З 1 лютого 1938 року — командир 1-го дивізіону 20-го, з 1 листопада 1938 року — 7-го зенітного полку.
З 1 червня 1939 року — командир 7-го зенітного полку, з 1 жовтня 1939 року — командувач зенітною артилерією 8-ї авіаційної області. З 22 червня 1940 року — командир 7-ї зенітної бригади, з 5 липня 1940 по 30 листопада 1941 року — начальник авіаційного військового училища в Бернау. З 28 лютого 1942 року — командир 12-ї, з 21 грудня 1942 року — 19-ї моторизованої зенітної дивізії. Учасник боїв в Північній Африці. 13 травня 1943 року разом із залишками групи армій «Туніс» взятий в полон американськими військами. 1 лютого 1945 року за станом здоров'я звільнений і після повернення до Німеччини оселився в Лейпцигу. 25 липня 1945 року заарештований органами контррозвідки СМЕРШ в селі Берсдорф під Лейпцигом. 19 жовтня 1949 року переведений в табір органів репатріації, 2 листопада 1949 року переданий владі ФРН і звільнений.

## Нагороди
- Залізний хрест
  - 2-го класу (15 вересня 1914)
  - 1-го класу (17 червня 1915)
- Ганзейський Хрест (Гамбург; 21 січня 1918)
- Нагрудний знак «За поранення» в чорному (14 квітня 1918)
- Бойові відзнака головнокомандування 5-го армійського корпусу
- Німецький кінний знак в бронзі
- Почесний хрест ветерана війни з мечами (21 січня 1935)
- Пам'ятна військова медаль (Австрія) з мечами
- Пам'ятна військова медаль (Угорщина) з мечами
- Медаль за участь у Європейській війні (1915—1918) з мечами (Третє болгарське царство)
- Медаль «За вислугу років у Вермахті»
  - 4-го і 3-го класу (12 років; 2 жовтня 1936) — отримав 2 медалі одночасно.
  - 2-го класу (18 років; 1 жовтня 1937)
- Медаль «У пам'ять 1 жовтня 1938» (14 вересня 1939)
- Застібка до Залізного хреста
  - 2-го класу (13 квітня 1940)
  - 1-го класу (7 липня 1940)
- Нагрудний знак зенітної артилерії люфтваффе
- Німецький хрест в золоті (1 вересня 1942)
- Медаль «За зимову кампанію на Сході 1941/42» (28 липня 1942)
- Лицарський хрест Залізного хреста (18 травня 1943)
- Нагрудний знак «За поранення» в сріблі
- Нарукавна стрічка «Африка»